# Outeiro (Montalegre)
Outeiro ist eine Gemeinde (Freguesia) im portugiesischen Kreis Montalegre. In ihr leben 143 Einwohner (Stand 19. April 2021).